# Soloma
Soloma är en kommunhuvudort i Guatemala.   Den ligger i departementet Departamento de Huehuetenango, i den västra delen av landet, 160 km nordväst om huvudstaden Guatemala City. Soloma ligger 2 535 meter över havet och antalet invånare är 10 916.
Terrängen runt Soloma är kuperad åt sydväst, men åt nordost är den bergig. Terrängen runt Soloma sluttar österut. Runt Soloma är det ganska tätbefolkat, med 166 invånare per kvadratkilometer. Närmaste större samhälle är Barillas, 17,3 km nordost om Soloma. I omgivningarna runt Soloma växer i huvudsak städsegrön lövskog.